# Хинделопенский диалект
Хинделопенский диалект (з.-фриз. Hylpersk, нидерл. Hindeloopers) — это архаичный диалект западнофризского языка. На нём говорят в небольшом портовом городе Хинделопен на западном побережье нидерландской провинции Фрисландия. Диалект характеризуется консервативными фонетикой и лексикой, в которых сохранилось многое из древнефризского языка. Различия в произношении и лексике между хинделопенским и литературным западнофризским настолько велики, что их взаимопонятность находится под угрозой. На хинделопенском диалекте до сих пор говорят около 400 человек в Хинделопене, почти все они пожилые, и это число постоянно уменьшается.

## История языка
Благодаря своему расположению на полуострове, Хинделопен был изолирован от внутренних районов Фрисландии вплоть до XX века. Он был гораздо больше ориентирован на море и имел много контактов с голландскими прибрежными городами через Зёйдерзе на протяжении веков. Традиционная точка зрения заключается в том, что хинделопенский диалект, таким образом, подвергся большему влиянию голландских диалектов, чем другие фризские диалекты. В частности, амстердамский диалект на протяжении веков оказывал определённое влияние на хинделопенский. Кроме того, ещё раньше хинделопенский также подвергся влиянию английского и скандинавских языков, таких как норвежский.
В селе Молкверюм, которое находится между Хинделопеном и Ставереном на побережье Эйсселмера, раньше говорили на диалекте, который очень напоминал хинделопенский. Однако так называемый молкверюмский вымер в XIX веке. Тем не менее, существование этой лингвистической формы традиционно рассматривается как подтверждение происхождения хинделопенского, поскольку Молкверюм, вероятно, также был сильно ориентирован на море в прошлом, и потому что используемый там диалект также, как хинделопенский и городской диалект Ставерена, испытал сильное голландское влияние.
Тем не менее, в 2019 году лексикограф Сибрен Дик отметил в публикации своей книги «Graet Hylper Wordebook», что в словаре хинделопенского диалекта он нашел только удивительно небольшое количество заимствованных слов из голландского. Кроме того, он столкнулся только с одним словом, которое могло прийти из за границ Нидерландов: nôkel (кусок дерева, который вращается вокруг гвоздя и служит простым механизмом закрытия для дверей и окон). Дик предположил, что nôkel может быть заимствованием от норвежского nøkkel, которое переводится как ключ (то же значение). Также возможно, что это был архаизм, происходящий из прагерманского языка.